# Эриксен, Ларс Эрик
Ларс Эрик Эриксен (норв. Lars Erik Eriksen; род. 29 декабря 1954 года, Осло) — норвежский лыжник, призёр Олимпийских игр, чемпион мира, победитель этапа Кубка мира.
В Кубке мира Эриксен дебютировал в 1982 году, в марте 1984 года одержал свою единственную в карьере победу на этапе Кубка мира. Кроме этого имеет на своём счету 3 попадания в тройку лучших на этапах Кубка мира. Лучшим достижением Эриксена в общем итоговом зачёте Кубка мира является 8-е место в сезоне 1983/84.
На Олимпиаде-1980 в Лейк-Плэсиде завоевал серебро в эстафете, кроме того занял 10-е место в гонке на 15 км, 10-е место в гонке на 30 км и 4-е место в гонке на 50 км.
На Олимпиаде-1984 в Сараево стартовал в трёх гонках, эстафета — 4-е место, 30 км коньком — 6-е место, 50 км классикой — 11-е место.
За свою карьеру на чемпионатах мира завоевал одну золотую, одну серебряную и две бронзовую медали, наиболее успешным стал для Эриксена чемпионат мира-1982, на котором он завоевал три медали.